# 米斯特爾河 (紅美因河支流)
49°56′53″N 11°34′6.5″E / 49.94806°N 11.568472°E

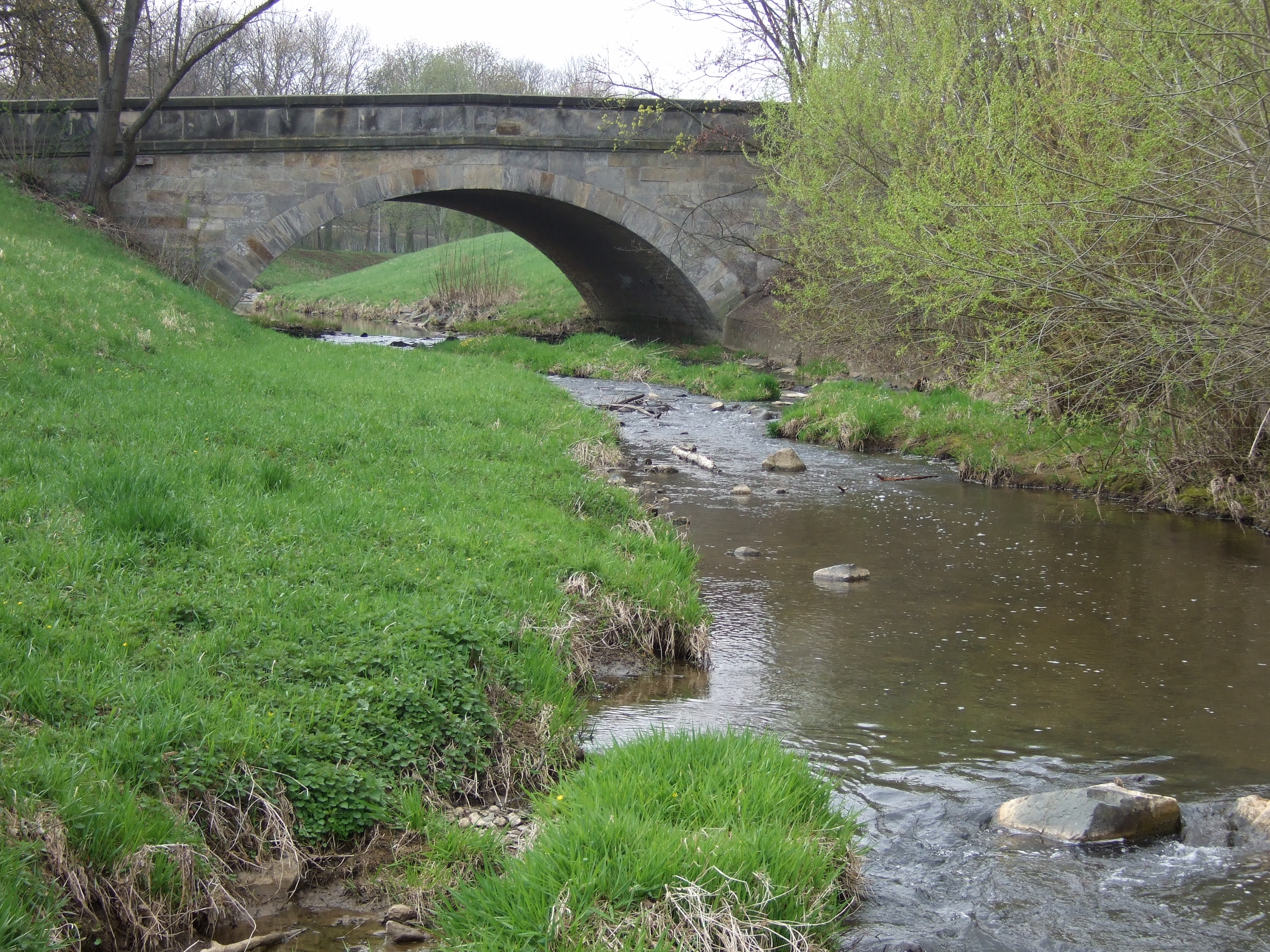
米斯特爾河（紅美因河支流）

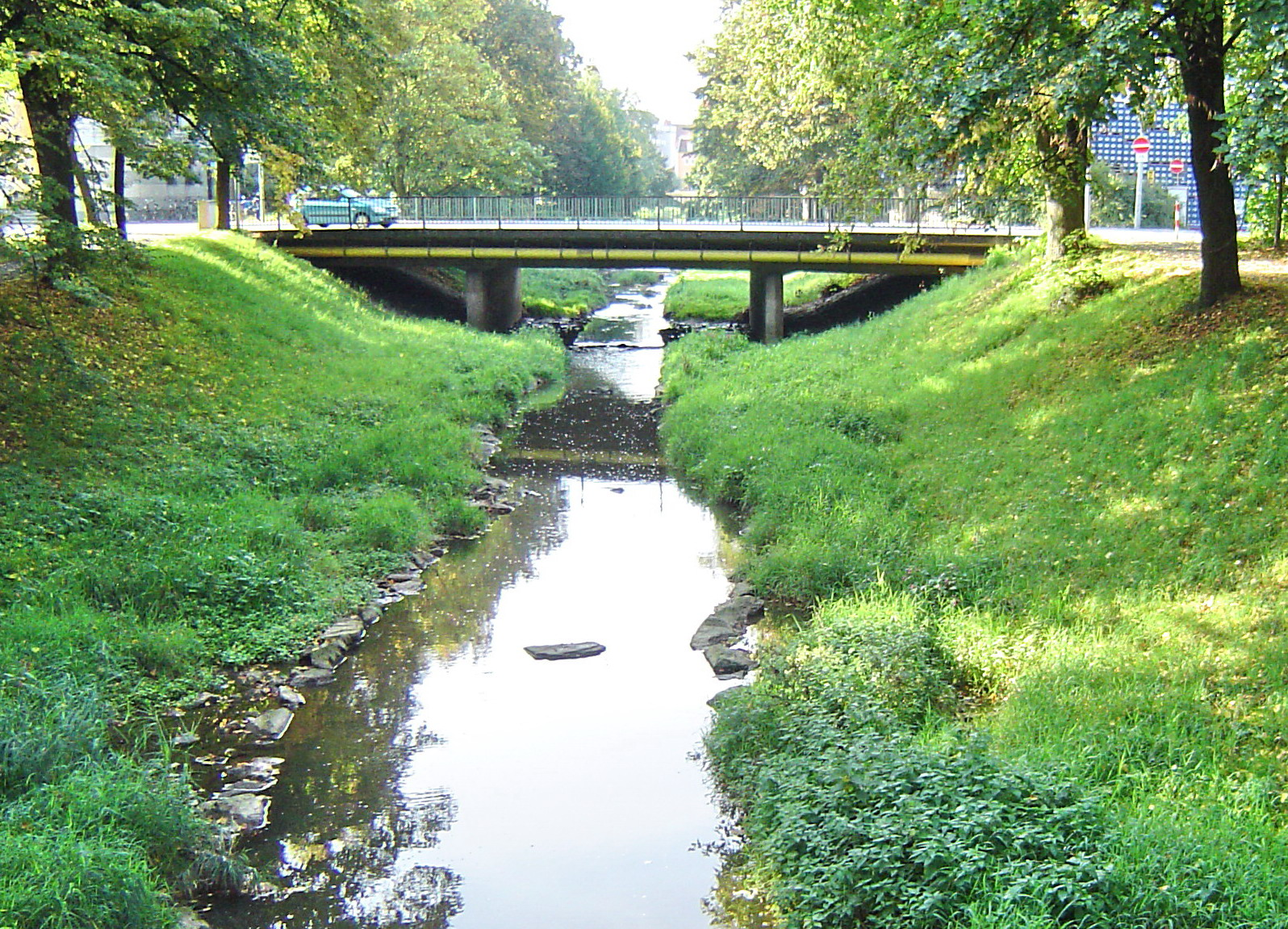
米斯特爾河（紅美因河支流）

米斯特爾河（德語：Mistel），是德國的河流，位於該國東南部，由巴伐利亞負責管轄，屬於紅美因河的左支流，河道全長13.8公里，流域面積65.8平方公里，河口處在拜羅伊特。